# Syrphoctonus brevis
Syrphoctonus brevis är en stekelart som först beskrevs av Hedwig 1938.  Syrphoctonus brevis ingår i släktet Syrphoctonus och familjen brokparasitsteklar. Inga underarter finns listade i Catalogue of Life.